# ألان كوكريل
ألان كوكريل (بالإنجليزية: Alan Cockrell)‏ هو لاعب كرة قاعدة أمريكي، ولد في 5 ديسمبر 1962 في كانساس سيتي في الولايات المتحدة.

## وصلات خارجية
- ألان كوكريل على موقع دوري كرة القاعدة الرئيسي (الإنجليزية)
- ألان كوكريل على موقعبيزبول رفرنس.كوم (الدوري الرئيسي) (الإنجليزية)
- ألان كوكريل على موقعبيزبول رفرنس.كوم (الدوري الثانوي) (الإنجليزية)
- ألان كوكريل على موقع إي إس بي إن.كوم (أم.أل.بي) (الإنجليزية)
- ألان كوكريل على موقع مشجعي الرسوم البيانية (الإنجليزية)